# Rakim
William Michael Griffin, Jr. (mais tarde Rakim Allah) (nascido no dia 28 de Janeiro de 1968), mais conhecido pelo nome artístico Rakim ou God Mc é um rapper americano e um dos pioneiros do hip hop. Rakim é conhecido como um dos mais influentes e habilidosos MCs de sempre. O álbum clássico Paid In Full, por Eric B. & Rakim, foi nomeado o melhor álbum de hip hop de todos os tempos pela MTV, e o próprio rapper foi nomeado o quarto melhor rapper de todos os tempos pela MTV. Fez parceria com a banda californiana Linkin Park na música Guilty All the Same  álbum de estúdio do grupo, The Hunting Party.

## Biografia
Rakim é o sobrinho da actriz e cantora de R&B Ruth Brown. Ele cresceu em Wyandanch, Nova Iorque, e começou a interessar-se pelo hip hop quando era jovem. O DJ Eric B. levou-o a casa de Marley Marl para gravar "Eric B. is President." Naquela altura, William tinha acabado o Liceu e ia para a universidade, mas decidiu, em vez de tirar um curso superior, gravar com o DJ Eric B.
Quando fez 16 anos, juntou-se à organização The Nation of Gods and Earths e mudou o seu nome para Rakim Allah.

### Com Eric B.

A capa de "Paid in Full", álbum de estreia da dupla.

Em 1986, Rakim começou a trabalhar com DJ Eric B. O Duo (conhecido como Eric B. & Rakim) é considerado um dos mais influentes e inovadores grupos de hip hop. O primeiro single do duo, "Eric B. is President" foi um sucesso e deu-lhes um contrato com a gravadora Island Records. O primeiro álbum do duo, Paid In Full, foi publicado em 1987, e desde então tem sido aclamado como um dos álbuns seminais do hip hop. O seu álbum seguinte, Follow The Leader foi também muito bem recebido. Eric B. & Rakim gravaram mais dois álbuns; Let The Rhythm Hit 'Em e Don't Sweat The Technique antes de o duo se separar.

### Carreira a solo
Depois da divisão do duo Eric B. & Rakim, Rakim assinou com seu amigo 'Harun Butt' "Q=BOB" da gravadora Q=BOB Records para começar a sua carreira a solo, no entanto, a gravadora fechou pouco depois. Ele acabou por regressar em 1997 com The 18th Letter, que incluía colaborações de DJ Premier e Pete Rock; que foi publicado em duas versões, uma delas incluía um dos maiores sucessos de Eric B. & Rakim intitulado de The Book of Life.
Em 2000, Rakim assinou com a Aftermath Entertainment, no entanto, em 2003 Rakim abandonou a gravadora devido às diferenças existentes entre ele e Dr. Dre. Pouco depois, Rakim Assinou com a DreamWorks Records mas pouco tempo depois a gravadora fechou.
The Seventh Seal, álbum há muito esperado, foi publicado no dia 17 de Novembro de 2009. O primeiro single do álbum, "Holy Are You", foi publicado através da sua página do MySpace a 14 de Julho de 2009 e ficou disponível no iTunes a 29 de Julho. Rakim esteve activo durante a sua gravação com várias excursões nacionais e eventos.

## Discografia

### Álbuns a solo
- The 18th Letter (1997)
- The Master (1999)
- The Seventh Seal (2009)

### Com Eric B.
- Paid In Full (1987)
- Follow The Leader (1988)
- Let The Rhythm Hit 'Em (1990)
- Don't Sweat the Technique (1992)

### Colectâneas
- The Archive: Live, Lost & Found (2008)